# ヴァーペン・フォン・ハンブルク (1686年)
| 「ヴァーペン・フォン・ハンブルク」 （2代目）の模型。マストと索具がない。 |                                                |                                                |
| 諸元                                                                     |                                                |                                                |
| 艦名                                                                     | ヴァーペン・フォン・ハンブルク（2代目）        |                                                |
| 造船所                                                                   | ハンブルク、テーアホーフ造船所                 |                                                |
| 進水                                                                     | 1686年                                         | 1686年                                         |
| 乗組員                                                                   | 230名 – 250名（士官と乗組員190名、兵員約60名） | 230名 – 250名（士官と乗組員190名、兵員約60名） |
| 技術情報                                                                 |                                                |                                                |
| 艦種                                                                     | 二層式護衛艦                                   | 二層式護衛艦                                   |
| 全長                                                                     | 39.98 m（140フィート）                         | 39.98 m（140フィート）                         |
| 全幅                                                                     | 11.14 m（36フィート）                          | 11.14 m（36フィート）                          |
| 推進方式                                                                 | 帆走                                           | 帆走                                           |
| 喫水                                                                     | 不明                                           | 不明                                           |
| 武装                                                                     | 大砲約54門                                     |                                                |

ヴァーペン・フォン・ハンブルク（ドイツ語: Wapen von Hamburg、2代目）は1686年に進水し、ハンブルクの旗下に行動した護衛艦である。同艦はハンブルク提督府と商業委員会から発注され、護送船団を海外におけるハンブルクの貿易相手国まで護衛し、私掠船の襲撃から守る任を帯びた。また1683年、カディスで爆沈した初代「ヴァーペン・フォン・ハンブルク」の直接的な後継艦である。

## 時代背景

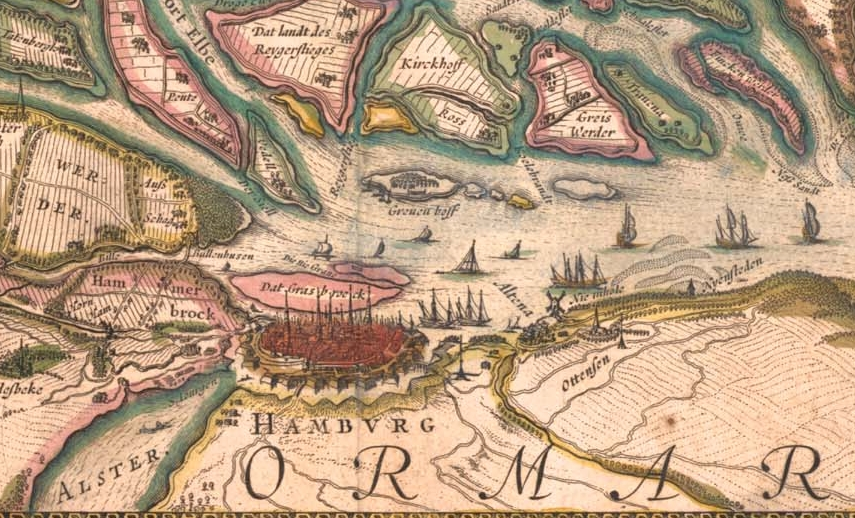
1645年頃のハンブルク。

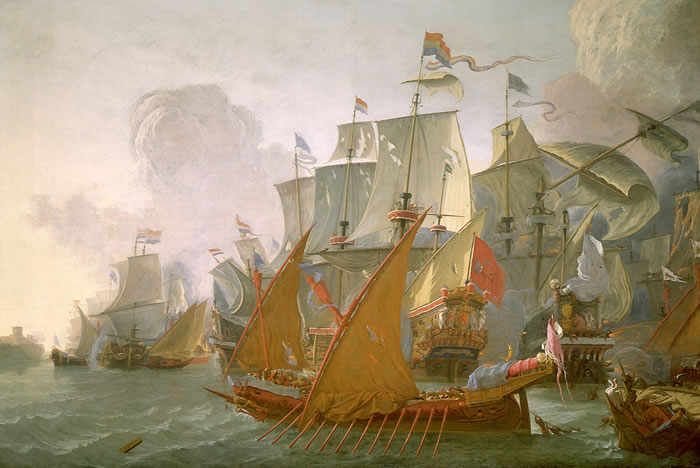
1670年頃、バリバリア海賊に対する懲罰遠征に参加中のネーデルラント艦隊。リーフェ・ピーテルスゾーン・フェアスクエルの絵画。

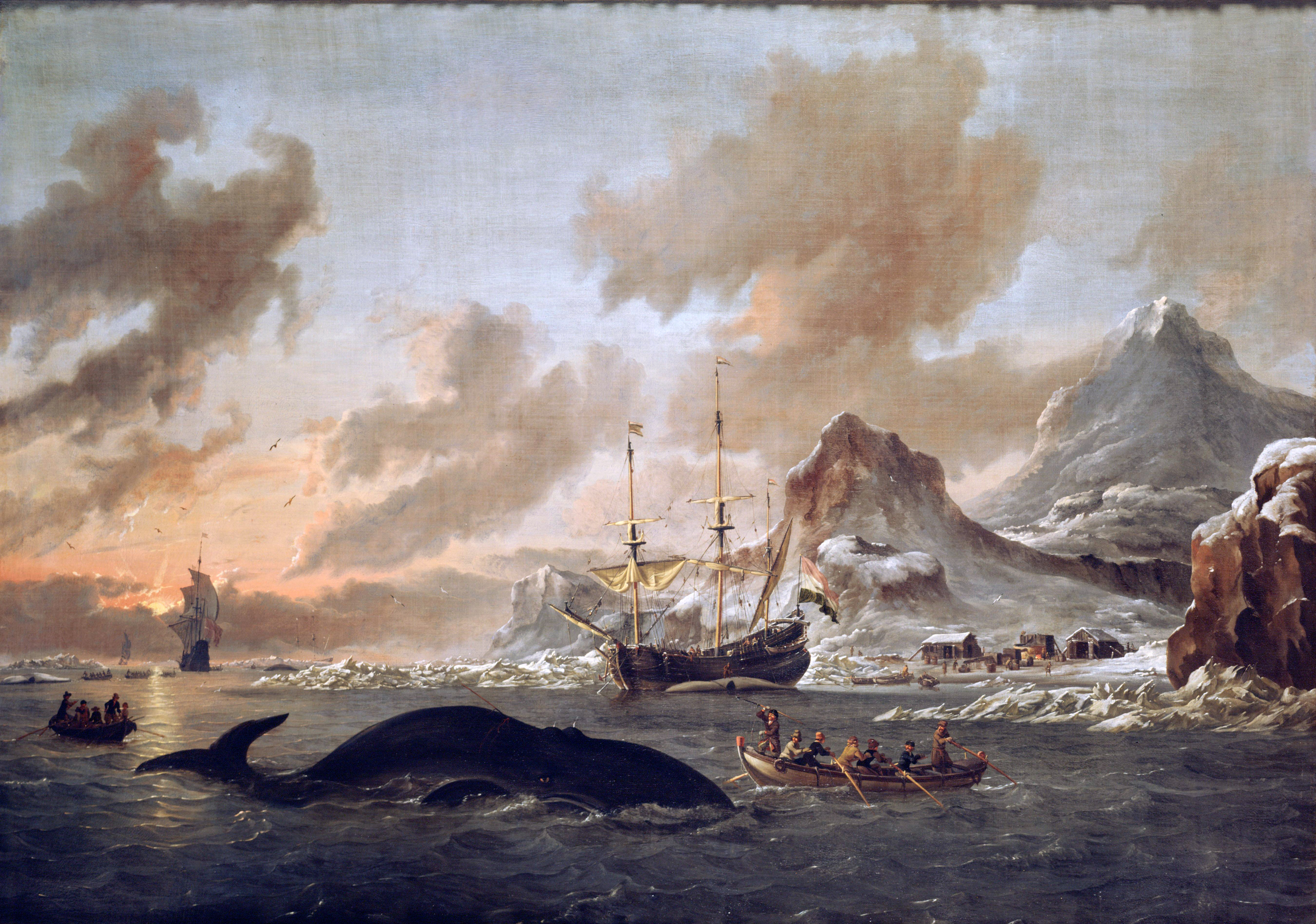
17世紀、スピッツベルゲン島近海で操業するネーデルラントの捕鯨船。アブラハム・ストルクの絵画

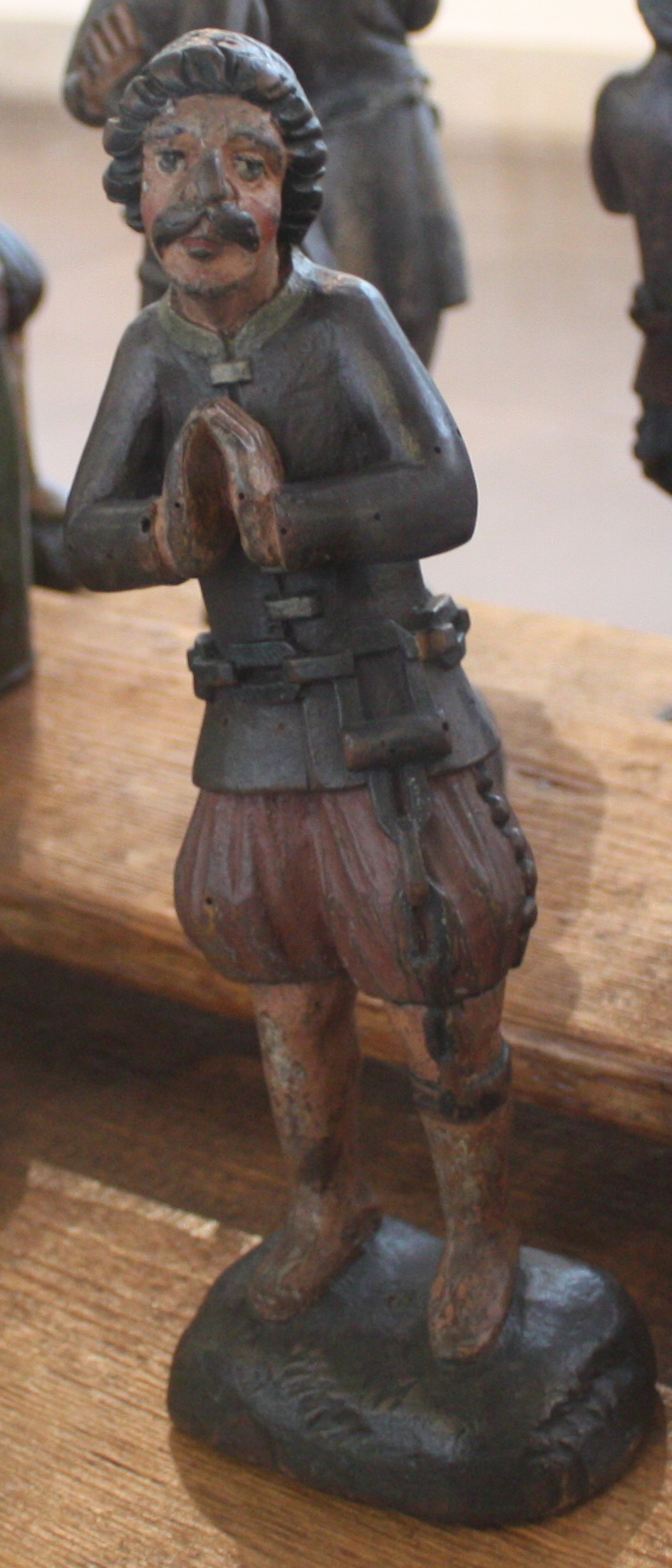
この奴隷の像は、奴隷となったハンブルクの船員の命運に思いを致させ、市民からの募金を喚起するための物であった。

ハンブルクは16世紀、ハンザ同盟の権威が失墜すると経済的な重要性を増大させていった。移住とそれに関連した交易相手の獲得により、帝国自由都市ハンブルクは17世紀中盤以降、ロンドンやアムステルダムと並び、現在で言えば世界都市に比肩する最重要の交易中心都市へと発展し、その交易関係はグリーンランドから地中海や白海にまで及んだのである。その際、非常に大切な寄港地はイベリア半島、イングランド、（捕鯨に関連して）北極海やアルハンゲリスクにあった。商圏の拡大とキリスト教国の、とりわけ地中海における武力を伴う影響圏の拡大は必然的に対立を生み、最終的にイスラム教徒の海賊による襲撃をも招いた。
これらの私掠船はバルバリア諸国から出撃し、鈍重でしばしば無防備に近い、20隻から50隻の貿易船によって構成される船団を大いに消耗させていた。船は拿捕され、積荷は没収され、乗組員はしばしば奴隷となるか、身代金が支払われるまで最悪の環境下で拘束された。捕縛された船長や船員を買い戻すため、船乗りや航海士は「用心の欠片の金庫」（ドイツ語: Casse der Stücke von Achten）を設立した。これは身代金の支払いにあたって基となる保険である。この保険に参加できなかった者をも買い戻せるように、1623年には船主や乗組員の分担金、国家組織からの補助金および提督府の税金から構成される奴隷解放保険が創設された。しかしこれらの資金も充分ではなかったため、教会にも募金箱が置かれたほか、家庭でも募金活動が組織されている。
17世紀中に私掠船はその作戦範囲を地中海からジブラルタル、そして英仏海峡を越えてエルベ河口まで広げた。その結果、海路を通じたハンブルクへの補給は部分的に滞り、時期によっては物資が逼迫に至ることさえあったのである。さらにキリスト教国間の戦争は、ますますハンブルクの経済問題となりつつあった。
例えばフランスは、グリーンランドへ向かい捕鯨やアザラシ狩りで得た物資を加工のためハンブルクへ運ぶ、同市とネーデルラントの船舶を拿捕するべくダンケルクから出航する私掠船の数を増やしていった。ネーデルラント、イングランド、フランス、ノルウェー、デンマークといった当事国のほか、ハンザ都市ブレーメンやブランデンブルク＝プロイセンも交易路の海賊問題に対応する必要から、対策として商船団の、フリゲートなどの軍艦による護衛を許可した。
ハンブルクの指導層は、国際的な商業活動における自らの重要な地位を可能な限り持続的に確保するよう望み、同じく商船団の保護と、いわゆる護衛艦（ドイツ語: Convoyer、「コンヴォイアー」）による船団護衛の組織を決定した。このほか、1623年には特にこれらの艦艇の建造、艤装と維持に責任を負うハンブルク提督府が創設される。1665年、遂に交易路の安全を追求する商人と船乗りの需要を満たし、相応の支援を組織するために商業委員会が設立された。実際には最初の諸艦の建造が決まり、実行に移されるまでにハンブルク提督府の創設から40年以上を要している。その主な理由は艦艇への出資と、その維持を巡る意見の不一致であった。とりわけ海賊によるハンブルクの商船員の捕縛が続き、それに関連する個々の商人の莫大な経済的損失の影響を受ける中、最終的に責任を負う者たちは、以後のこのような襲撃を阻止するべく出資上の合意形成と建艦の実行を余儀なくされた。
17世紀と18世紀、ハンブルクとその住民は交易に有害な軍事的紛争から距離を置き、紛争当事者に対して可能な限り中立を保とうと常に尽力していたため、「軍艦」という類別は明確に忌避された。その代わり公的には、攻撃よりも防御に適した艦種を指すとする「護衛艦」（ドイツ語: Konvoischiff、コンヴォイシッフ）や「市の護衛艦」（ドイツ語: Stadtkonvoischiff、シュタットコンヴォイシッフ）という分類が用いられている。事実上これらの艦艇は、武装を重視して建造されていたため全くもって軍艦と呼び得た。しかし、火力において海軍国の軍艦に追随できるものではなかったのである。
すなわち、これらの護衛艦は恒常的に船団護衛の任務を帯びる軍艦であった。そして1669年から1747年までハンブルクの護送船団を警護し、ハンブルクの交易を保障し、それによって一大交易都市としてのハンブルクの地位を持続的に確保していたのである。

## 来歴と構造

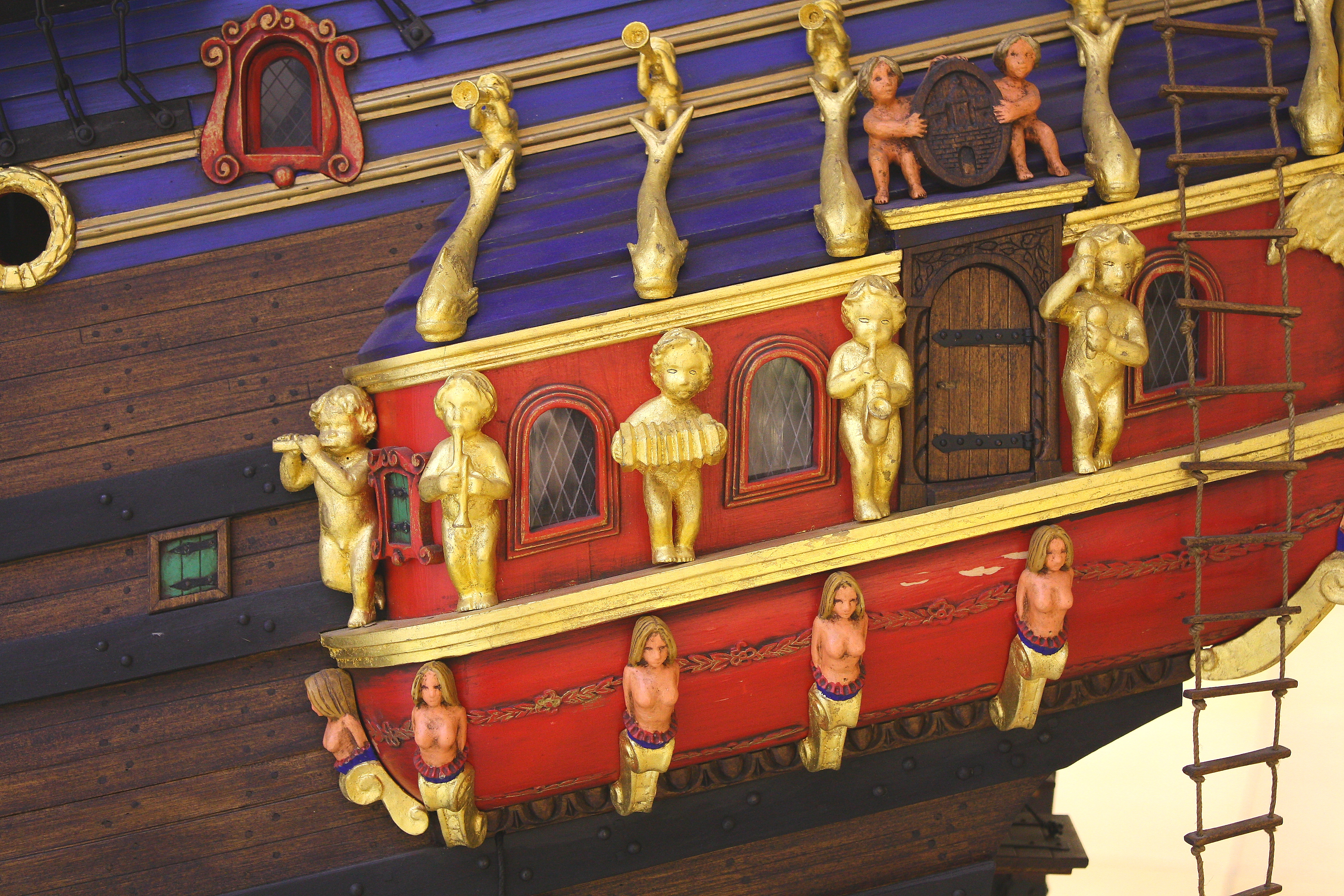
クォーター・ギャラリーの詳細。

1686年の「ヴァーペン・フォン・ハンブルク」は、その名を冠した2隻目の護衛艦であった。
1685年、ハンブルク提督府は艦の新造を検討した。なぜなら初代「ヴァーペン・フォン・ハンブルク」が失われた後、ハンブルクに就役していた護衛艦は「レオポルドゥス・プリムス」のみとなっていたからである。しかしその新造艦は、特に資金面の理由から、火災の犠牲となった前任の艦より小型となる予定であった。考慮の土台となったのは、大砲30門から40門を搭載したさらに小さな護衛艦である。結局、同年9月には新造に30,000ターラーをかけると決まったが、最終的には54門搭載の初代に類似した、より大きな艦の建造が決定した。大砲の数は、1690年に造られた「アトミラリテート・フォン・ハンブルク」まで削減されていない。2代目「ヴァーペン・フォン・ハンブルク」の起工式は初代と同様、テーアホーフ造船所で実施された。船匠として招聘されたのはゲルト・ゲルデスである。彼は初代と同じく、ネーデルラントの造船様式を参考にしていた。彫刻作業には、すでに「レオポルドゥス・プリムス」と初代「ヴァーペン・フォン・ハンブルク」に関わった彫刻家・祭壇職人のクリスティアン・プレヒトへ再び依頼を出すことができた。
いわゆる船舶設計図では、建造費用と並んで艦の最も重要な寸法（全長140フィート、全幅36フィート、三分割されたキールの厚さ23ツォル、幅22ツォル）が定められており、費用の総額を見通せるようになっている。船尾板の彫刻についても設計図で規定されているが、彫刻家プレヒトは艦全体の彫刻を調和させるべく自らの発議によって契約の範囲を超えて作業に打ち込み、後にその仕事の価値を評価され、追加の報酬さえ受け取っている。
艦は1686年7月に竣工した。
新しい2代目「ヴァーペン・フォン・ハンブルク」の乗組員は230名から250名であり、その内兵員は50名から60名であった。

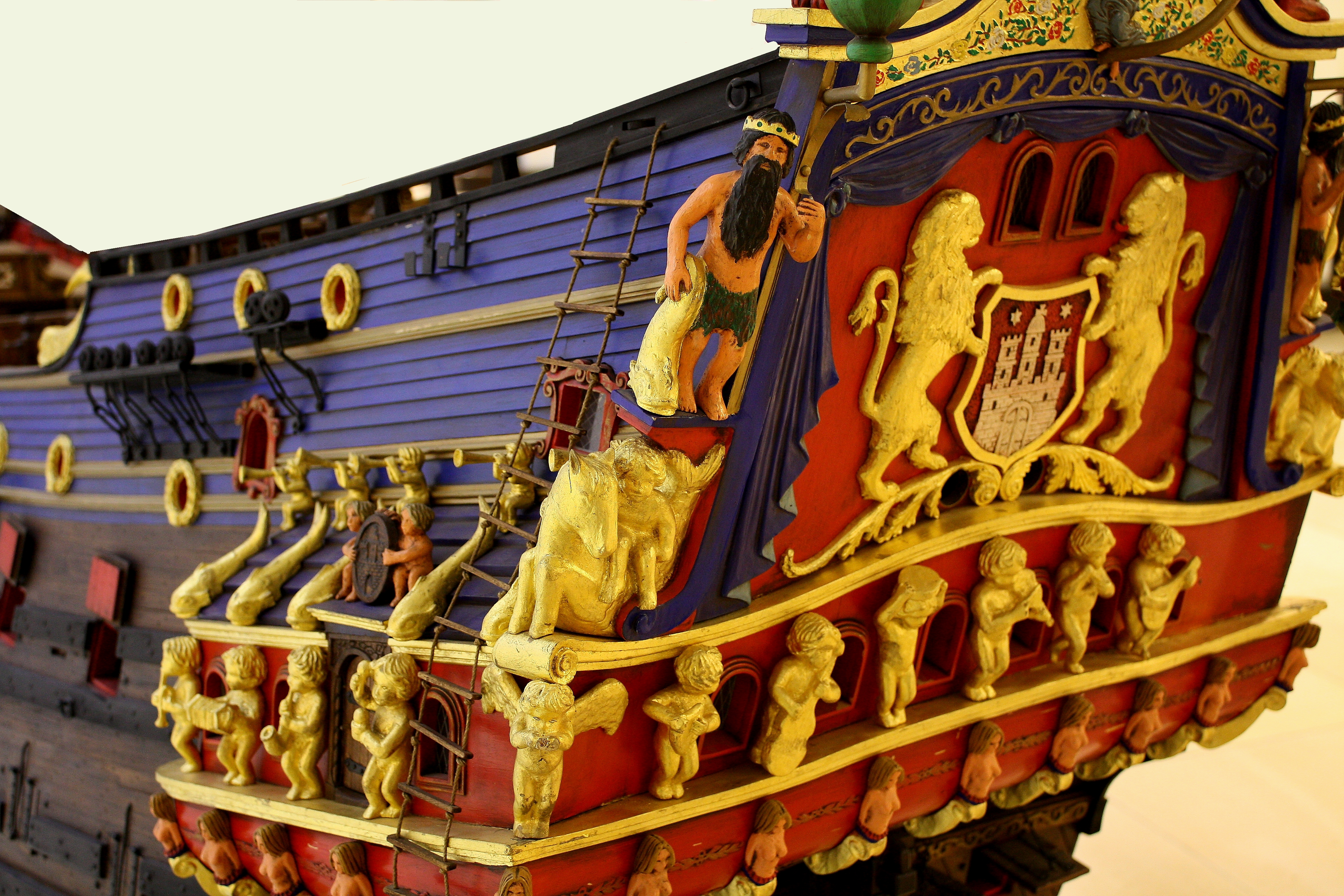
ハンブルクの大紋章をあしらい、美しく装飾された船尾板。

この艦は3本マスト（ミズンマスト、メインマストとフォアマスト）の横帆船であった。ミズンマストの最下部（クロスジャッキ）にのみ、縦帆があった。さらにバウスプリットにはスプリットセイルを付けることができたほか、檣頭が備わっており、もう一枚の横帆（ドイツ語: Oberblinde、オーバーブリンデ）を取り付けることが可能なジブブームがあった。建艦にあたっては、喫水が過大にならないよう注意が必要であった。さもなければエルベ川の浅瀬、とりわけアルトナ砂州を安全に航行できなかったからである。
2代目「ヴァーペン・フォン・ハンブルク」は二層艦であり、後部は平らなトランサムスターンであった。人目を引く中心的な存在、そして地位を代表する彫刻として、艦尾正面には2匹のライオンが抑える盾に城をあしらったハンブルクの大紋章が設置された。この彫刻作品は、様々な寓意的かつバロック様式の装飾彫刻で縁取られた。ふんだんに金で装飾されたトランサムスターンには、側面のクォーター・ギャラリーに至る船尾楼があった。この船尾楼は、主に音楽を奏でる天使（プット）の像で構成されていた。その左右上方には、ポセイドーン像が一つずつ配置されていた。クォーター・ギャラリーは船尾楼と同様、古代の様式に従った装飾や寓意像を採用しており、これまたプットや魚のほか、ヒッポカムポスといった合成獣の像で縁取られていた。さらに各クォーターギャラリーの屋根には、ハンブルクの紋章を手で支える二人のプットの像が配されている。このほか、船尾楼の上側には美しく装飾されたフリーズが施された。船尾楼とクォーター・ギャラリーの全体は、数々の水妖が支えているように見える。上側のフリーズの上には三つの大きな舷灯が取り付けられており、伝統的な船尾部分の外観を完成させている。

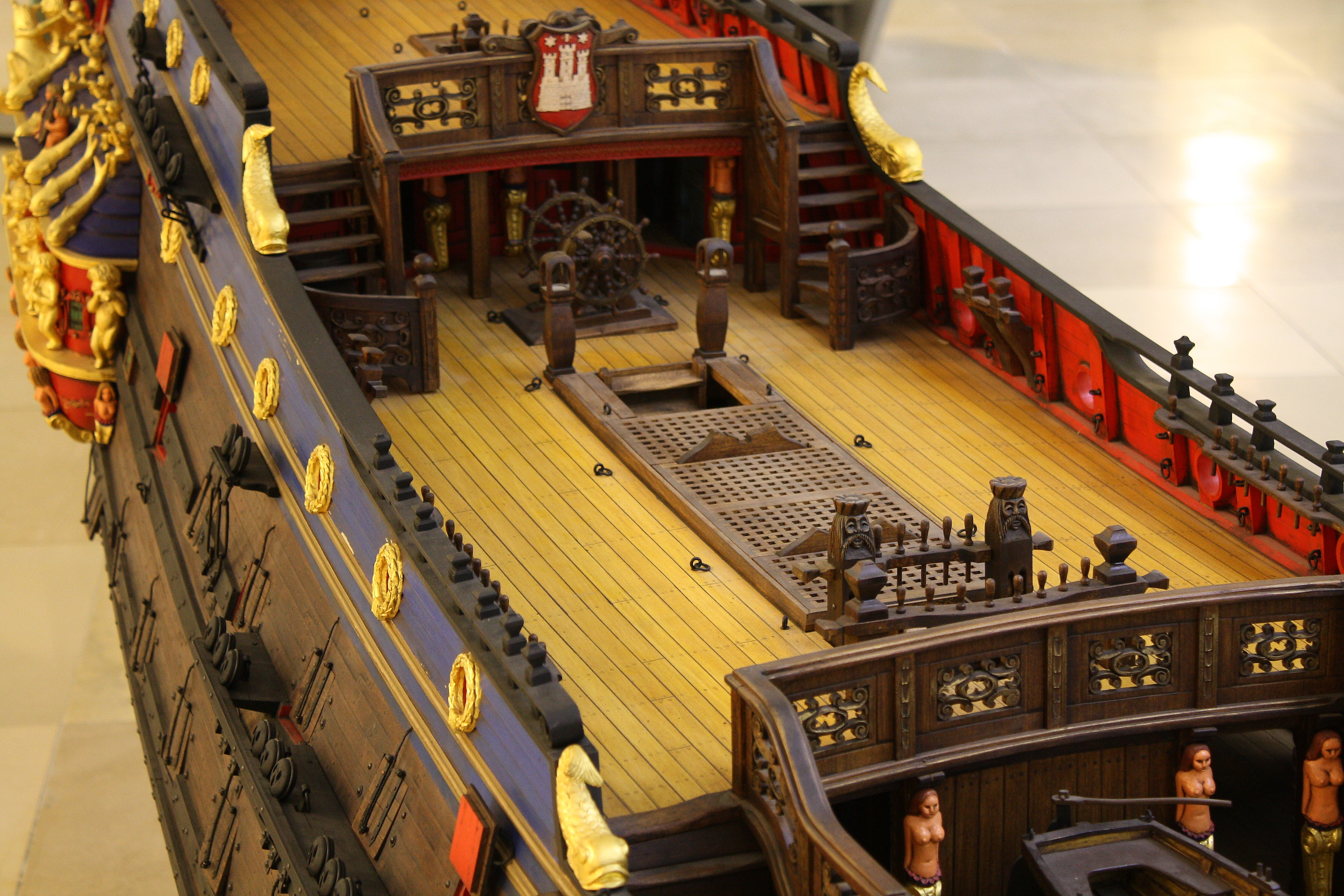
船尾楼甲板。

船首像は、ネーデルラントの様式で建造された多くの軍艦と同様にライオンであった。それは前足で、ハンブルクの紋章を掲げていた。このような同市の紋章は、船尾楼の舵輪上方にもあった。
艦体の板張りは、舷墻を含めて比較的滑らかな表面を特徴とする平張りであった。
2代目「ヴァーペン・フォン・ハンブルク」は大砲54門を備えており、中でも大口径の砲は下部の砲甲板に配置されていた。同艦には砲より多くの砲門が設けられており、備砲や追加の武装を柔軟に取り扱えるようになっている。当時、これらの砲には盥が用意されており、砲身を内外からスポンジや洗い矢で冷却するべく砲員が使用していた。
砲は原則としてネーデルラント、もしくはスウェーデンから輸入したものであった。

## 就役後
1684年8月19日、影響力のある商人や船長が提出した請願でカスパー・タムが艦長に推薦された。翌日、劣らず影響力に富む利益集団が提督府を訪れ、ヨハン・シュルテを艦長として提案し、結局はその案が優先されることになる。しかし市民議会が彼を同職に就けることを拒んだ結果、やはりタムが2代目「ヴァーペン・フォン・ハンブルク」の艦長に任命されている。初代「ヴァーペン・フォン・ハンブルク」のホルステ艦長と同様、タム艦長も護送船団への命令に重ねて背き、収支決算簿に申告していない貨物を指揮下の護衛艦に積み込んだ。タムは批判に直面したが、彼は例えば輸送した砂糖をバラストと称し、その携行の理由として積荷の重さによる水上の安定性向上を通じた、艦長として当然の権利である帆走・戦闘性能の改善を挙げている。提督府は特に丁寧な調査を実施せず、すでに築かれていた海賊との戦いにおけるタムの功績を否定しようとする者はいなかったため、彼は辛うじて懲戒処分を免れた。
2代目「ヴァーペン・フォン・ハンブルク」は1686年から1718年にかけて24回の護送に従事した。イベリア半島へ7回、イングランドへ3回、北極海へ6回並びにアルハンゲリスクへ8回である。
1719年、全面的なオーバーホールが必要になると、ハンブルクの会計課は32年の就役の末に必要な修理を承認しなかった。艦はまだ十分に凌波性を保っていたが、これらの修理は同時に喫水の増加に直結するものであった。同時期のエルベ川が次第に浅くなってきていると判明し、特に川の浅瀬であるアルトナ砂州が喫水の深い船にとって危険になっていたため、これは甘受できるものではなく、同年3月31日にこの古い艦をもはや維持しないことが決定された。
この決断が下された後、2代目「ヴァーペン・フォン・ハンブルク」は健康委員会の提案でなお暫定的に検疫船として使用される。しかし提督府は基本的に、この護衛艦を売却する方針であった。ハンブルクに隣接し、当時はデンマーク王国に属していたアルトナが関心を表明したが、落札することはできなかった。アルトナ市民が同艦をハンブルクのすぐ近く、エルベ川の中央で自沈させ、ハンブルクへの自由な通商路を封鎖するか、少なくとも阻害する懸念があったからである。
他の候補者は、900ターラーまで支払う用意があった。しかし提督府は少なくとも1,000ターラーの利益を挙げたかったため、さしあたって取引は成立しなかった。
2代目「ヴァーペン・フォン・ハンブルク」がそれ以降、文献に登場したかは不明である。1722年には後継の3代目「ヴァーペン・フォン・ハンブルク」が竣工し、公衆に披露されているため、その時点で古い艦はもはやハンブルクの所有下にはなかったものと考えられている。
1669年から1747年にかけて、護衛任務が行われなくなるまでハンブルク市のために活動し、「ヴァーペン・フォン・ハンブルク」の名を冠した護衛艦は全部で4隻存在する。

## その他の画像

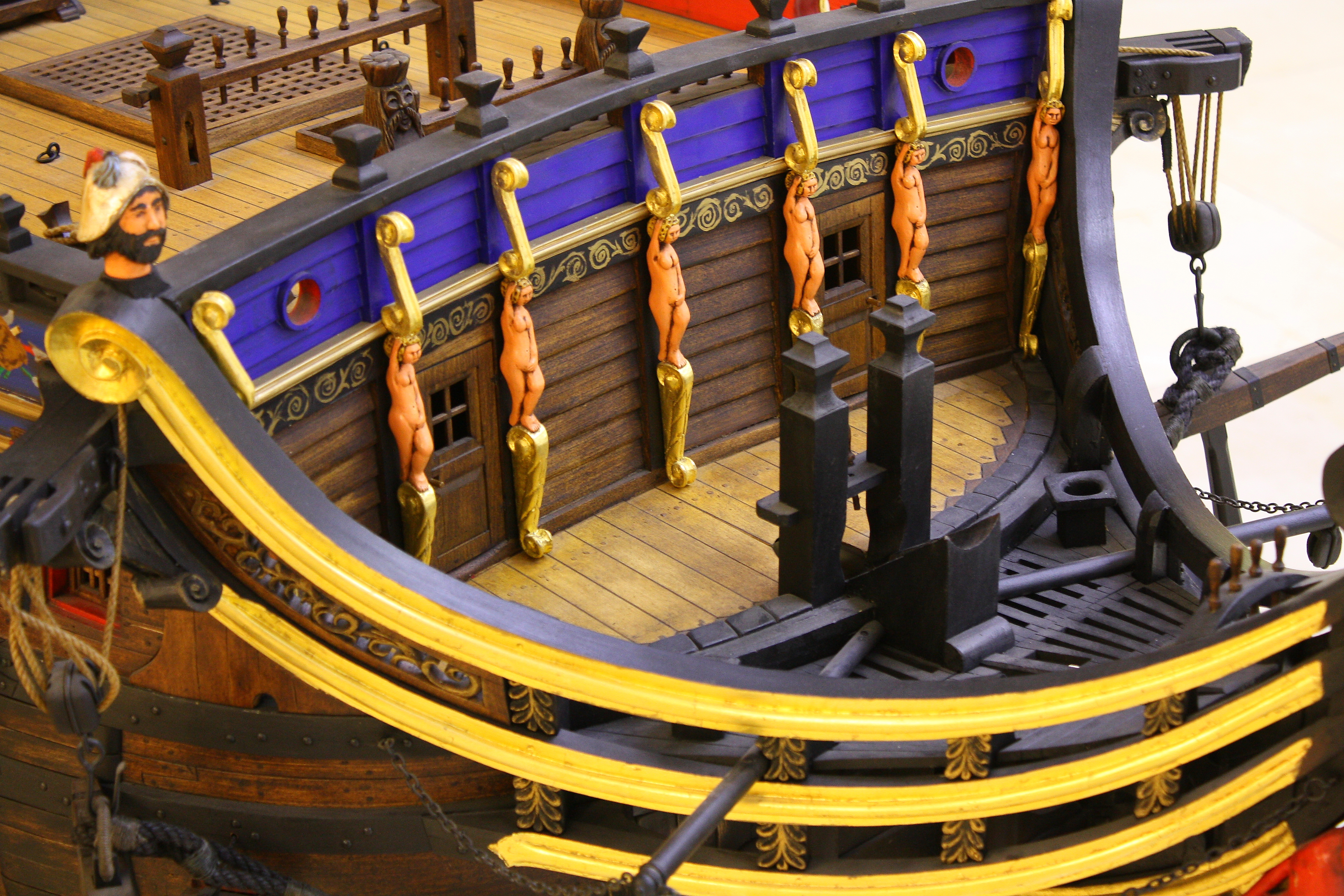
艦首の寓意像の詳細。
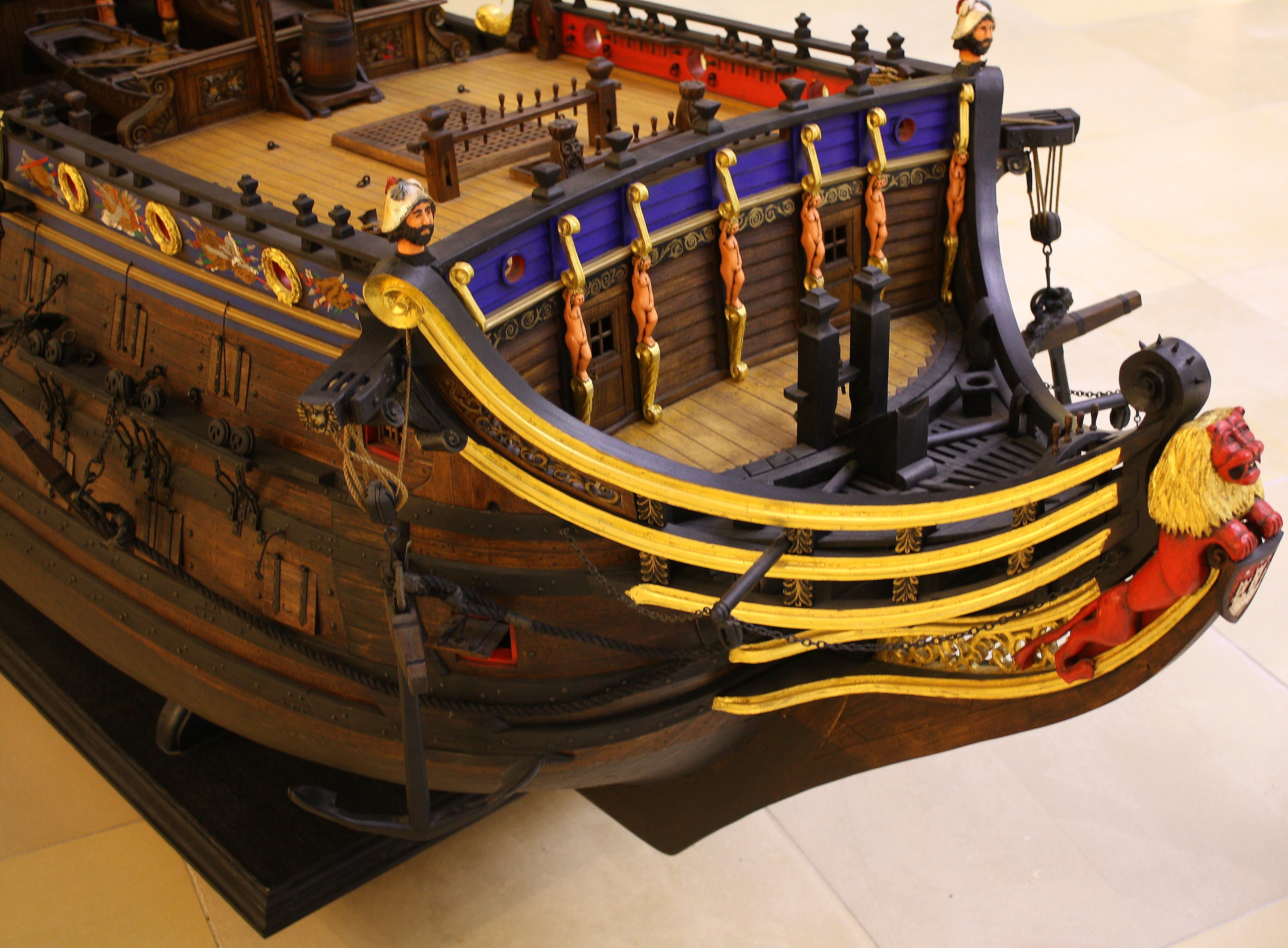
2代目「ヴァーペン・フォン・ハンブルク」の艦首。
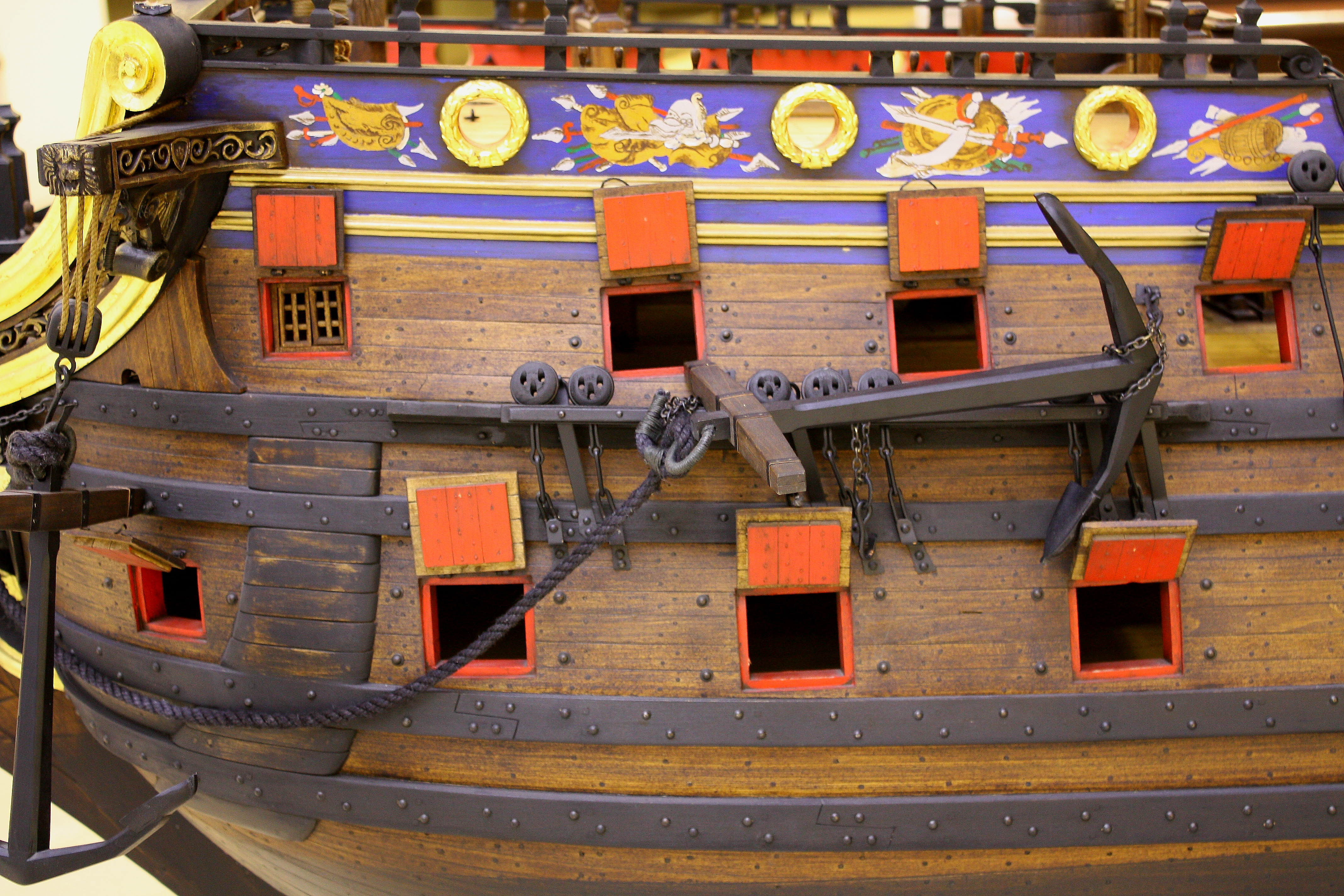
左舷の砲門の一部。

## 文献
- Kurt Grobecker: Hamburgs stolze Fregatten gegen die Korsaren – Konvoischiff(f)ahrt im 17. Jahrhundert, Medien-Verlag Schubert, Hamburg, 2007, ISBN 978-3-937843-12-4
- Prof. Dr. Jörgen Bracker: Gottes Freund – aller Welt Feind / Von Seeraub und Konvoifahrt / Störtebeker und die Folgen, Zertani Druckerei und Verlag, Bremen, 2001, ISBN 3-9805772-5-2
- Wolfgang Quinger: "Wappen von Hamburg" I . Ein Konvoischiff des 17. Jahrhunderts. Delius Klasing Vlg GmbH (1980), Hamburg, ISBN 3-7688-0329-5
- Werner von Melle: Karpfanger, Berend Jacobsen (1623–1683) Hamburger Seekapitän und Admiral. Biographie, Allgemeine Deutsche Biographie Band 15, Erscheinungsjahr 1882.
- ゲオルク・ディートリヒ・フォン・デア・グレーベン（ドイツ語版）: Erläuterungen zum Verstande der Schif(f)fahrt und des Seekrieges nach alphabetischer Ordnung, Erscheinungsjahr 1774, Breßlau. Reprint der Originalausgabe: Neufahrn/Percha 1984, ISBN 3-88706-235-3
- Carlo M. Cipolla: Segel und Kanonen – Die europäische Expansion zur See, Berlin: Verlag Klaus Wagenbach, 1999. ISBN 3-8031-3602-4
- W.zu Mondfeld, A. Bayerlein, M. Klingenbrunn: Schiffsgeschütze 1350–1870, Band 1, Herford 1988.
- Herman Langenbeck: Anmerckungen über das Hamburgische Schiff- und See-Recht, Erscheinungsjahr 1727, Hamburg.
- Klaus Weber: Deutsche Kaufleute im Atlantikhandel, 1680–1830, Unternehmen und Familien in Hamburg, Cádiz und Bordeaux, Verlag C.H. Beck oHG, München 2004, ISBN 3-406-51860-5
- Dr. Carl W. Reinhold, Georg Nikolaus Bärmann: Hamburgische Chronik von Entstehung der Stadt bis auf unsere Tage, Hamburg 1820
- Hessel, Peter: Hertzfliessende Betrachtungen / Von dem Elbe-Strom, Altona 1675.
- Walter Kresse: Von armen Seefahrern und den Schifferalten zu Hamburg, Hamburg 1981, ISBN 3-7672-0752-4